# Женская сборная Парагвая по гандболу
Женская сборная Парагвая по гандболу — национальная сборная Парагвая, выступающая на чемпионатах Америки и мира по гандболу среди женщин. Управляется Федерацией гандбола Парагвая. Бронзовый призёр Панамериканских игр 2023 года, Панамериканского чемпионата 2017 года и чемпионата Южной и Центральной Америки 2018 и 2021 годов, участники пяти чемпионатов мира.

## Результаты

### Чемпионаты мира
- 2007 — 23-е место
- 2013 — 21-е место
- 2017 — 21-е место
- 2021 — 29-е место
- 2023 — 29-е место

### Панамериканские игры
- Рио-де-Жанейро 2007 — 7-е место
- Сантьяго 2023 —

### Панамериканские Чемпионаты
- Панамериканский чемпионат по гандболу среди женщин 1986 — 5-е место
- Панамериканский чемпионат по гандболу среди женщин 1991 — 5-е место
- Панамериканский чемпионат по гандболу среди женщин 2007 — 4-е место
- Панамериканский чемпионат по гандболу среди женщин 2009 — 7-е место
- Панамериканский чемпионат по гандболу среди женщин 2013 — 4-е место
- Панамериканский чемпионат по гандболу среди женщин 2015 — 7-е место
- Панамериканский чемпионат по гандболу среди женщин 2017 —

### Чемпионаты Южной и Центральной Америки
- Чемпионат Южной и Центральной Америки по гандболу среди женщин 2018 —
- Чемпионат Южной и Центральной Америки по гандболу среди женщин 2021 —
- Чемпионат Южной и Центральной Америки по гандболу среди женщин 2022 — 5-е место